# 宁波耶稣圣心堂
29°52′37.34″N 121°33′22.60″E / 29.8770389°N 121.5562778°E
宁波耶稣圣心堂俗称江北天主教堂、江北岸天主堂，是中国浙江省宁波市的一座哥特式教堂，曾被誉为“浙江省教堂之魁”。教堂位于江北区中马路2号，新江桥北堍，由浙江代牧区法籍主教苏凤文主持建造，建成于同治十一年（1872年），当时称为圣母七苦堂，1876年成为主教座堂。自建成至1953年，教堂由法国神职人员管理，1953年后改由中国神职人员管理。1963年，教堂停止宗教活动，1980年12月24日更名为耶稣圣心堂并复堂:2805。1989年12月12日，教堂被公布为浙江省文物保护单位，2006年6月列入全国重点文物保护单位。

## 历史
江北天主教堂由浙江代牧区第四任代牧苏凤文于1871年主持修建于宁波江北岸，次年竣工，定名圣母七苦堂。1876年，教堂正式成为主教座堂并新建主教公署、藏经楼等设施。苏凤文于1883年病逝，墓碑藏于江北天主教堂内。

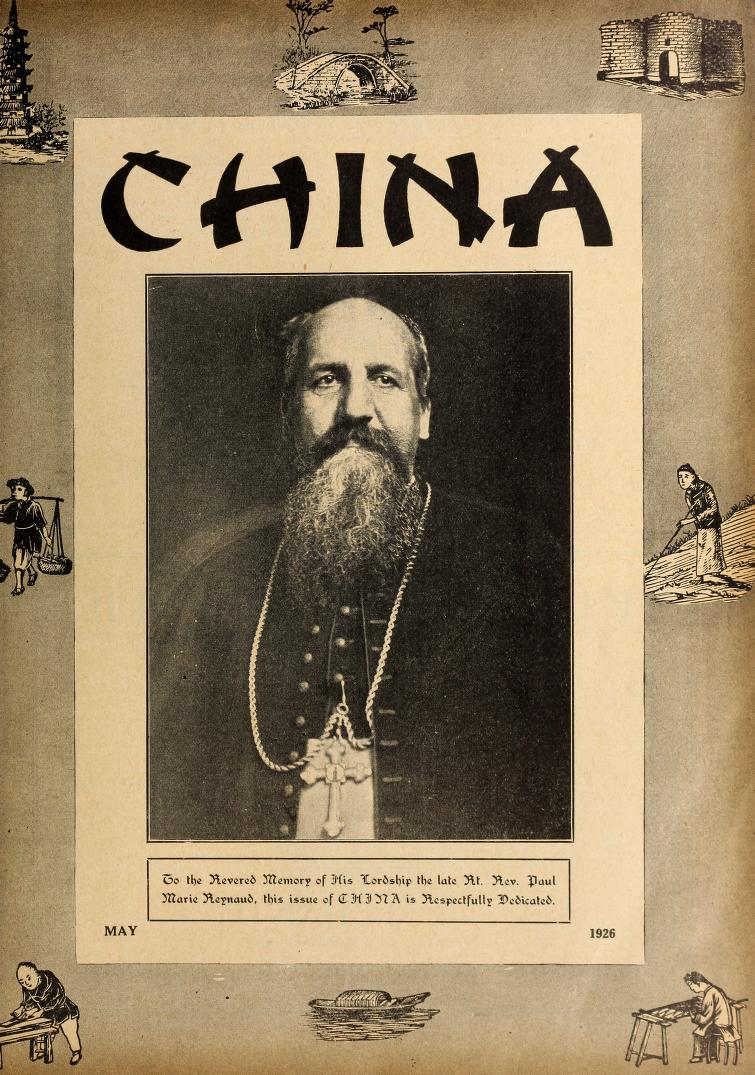
浙江代牧区代牧赵保禄神父

继苏凤文后担任浙江代牧区主教的是法国遣使会士赵保禄。1884年正式上任时，正值中法战争期间，寧紹台道薛福成将宁波城内法国人迁往江北岸，名为保护，实为监视:67。在赵保禄任上的1899年，教堂增建钟楼，形成现在的外观。同年，教堂以江北岸修建公路需要让地为由，要求清政府将新江桥至轮船码头（今宁波美术馆）及附近水面纳入教堂特权范围，当时称为“白水权”。教堂将这一段甬江江岸出租，用于修建码头，获取收益。赵保禄先后担任浙江代牧区和浙东代牧区代牧，时间长达41年，曾在草马路附近先后买地70余亩，建立大小修道院、普济院和毓才中学等机构，因其对教会拓展影响力和创办慈善事业贡献卓著，获得教宗、清政府、中华民国政府和法国政府颁发的荣誉，其权势亦超过宁波当地主要官员，时人有“道台一颗印，不及赵主教一封信”之说，民国《鄞县通志》更称其为“宰割一府生灵而官无力制止之”。1926年赵保禄死后，灵柩从巴黎运至宁波，亦葬于江北天主教堂。
赵保禄的继任者为法国神父戴安德，1926年担任浙东代牧区（后为宁波代牧区）代牧。次年8月，由于江北岸亟需拓宽道路（即今江北区境内的外马路），缺乏资金，且受到五四运动后的爱国思潮影响，当时的宁波市长罗惠侨计划收回教堂“白水权”，但国民政府外交部对此只是原则同意，因而未能成事。至1931年，鄞县县长陈宝麟着手就此事向天主堂交涉获得成功，至此教堂对甬江沿岸的特权被地方政府收回。抗日战争爆发后，1941年，宁波被日军占领，日军将同盟国神父迁往上海首善堂。抗日战争结束后的1947年，宁波代牧区改为宁波教区，戴安德成为首任主教:2804。1949年前后，国军多次轰炸中国大陆沿海地区，教堂成为普通百姓躲避空袭的地点。

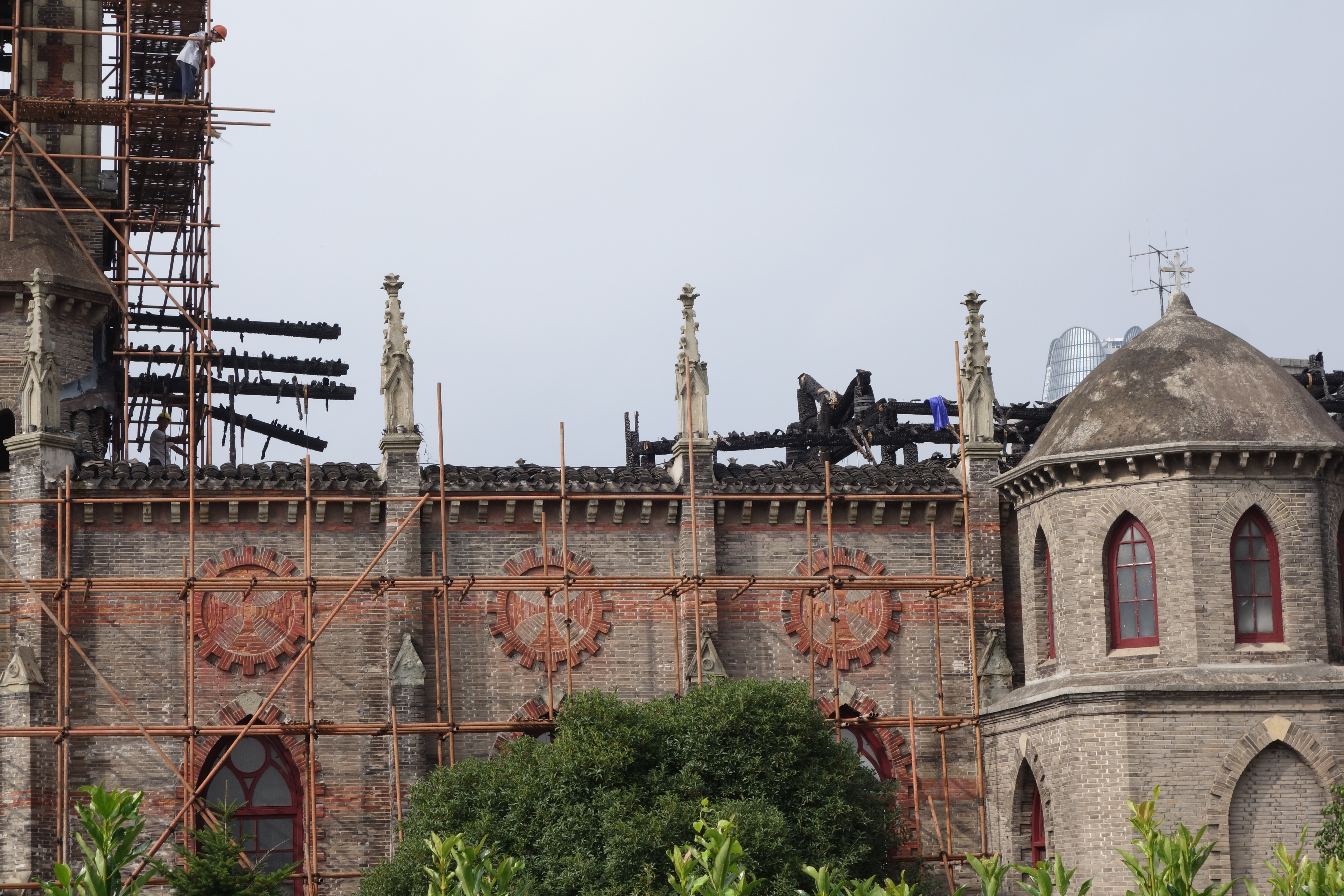
过火后的教堂屋顶被全部烧毁，摄于2014年8月2日

中华人民共和国成立后，戴安德因涉间谍案，于1953年被捕，次年被驱逐出境。1958年6月，宁波教区迁移到今海曙区境内的圣母升天堂，宁波市天主教爱国会也在该堂成立，江北天主教堂于1963年停止宗教活动:2805,2806，建筑被中国人民解放军舟嵊要塞区后勤部占用。文化大革命期间，教堂受到红卫兵冲击，管风琴被毁:2456。改革开放后的1980年，军队将教堂交还教会，1993年归还主教公署。1980年12月24日，教堂改名为耶稣圣心堂并复堂，再次成为主教座堂，宁波市天主教爱国会也搬迁至此:2805。次年12月，经过维修的江北天主教堂重新开放，成为浙江省内文化大革命后首座开放的天主教堂。2001年，教堂周边房屋被拆迁，附近建成外滩公园。
2014年7月28日凌晨，教堂发生火灾，建筑主体屋顶坍塌，钟楼毁坏，附属建筑群未过火，实际过火面积约500平方米，无人员伤亡，但教堂无法继续使用。次年1月，教堂修缮方案获得国家文物局批准。此次修复除修复教堂主体建筑外，还翻修了赵保禄墓，新建了露德圣母亭。2016年10月29日，教堂完成修复并重新開放，当日举行了复堂庆典弥撒。

## 建筑
江北天主教堂建成时是浙江省内等级最高的教堂。教堂建筑主体为单钟塔哥特復興式建筑。除主体建筑外，教堂范围内还包括主体建筑、主教楼、神甫楼和备修院组成，此外还有20世纪80年代修建的藏经楼和修女楼。神甫楼和备修院已不归教堂管辖，而是分属于两间私人会所。

### 建筑结构
教堂主体建筑坐东朝西，自西向东分别为钟楼、大厅、袖厅和圣坛，符合教廷圣坛朝东的规定。南墙有一间向外突出，辟有赵保禄墓室。建筑东西长43.94米，南北宽20.58米，高约30米，外形为拉丁十字形布局，建筑总面积为795平方米，在宁波三江口各个角度均十分醒目。建筑外墙为错缝砌实叠墙，厚度为60至70厘米，异常牢固。建筑内部空间由两排共24根立柱分为中厅和左右侧厅，顶部吊顶高度相近，形成巴西利卡形制。吊顶为木筋灰板条吊券顶，在室内空间构成若干尖拱券，构成哥特式教堂的常见内部形式。梁架由木柱支撑，下为青石柱础，木柱外包小柱，形成束状。在教堂建设中，由于本地工匠的介入，教堂屋顶并没有完全采用西式做法。屋顶为筒瓦盖顶，大厅和袖厅采用了中国传统建筑中的抬梁式架构，屋顶坡度小于常见的哥特式教堂，传统哥特式建筑中承担屋顶重量的拱券则完全成为装饰。圣堂上方则是中国传统建筑中的攒尖顶。整座建筑成为中西建筑形式交融的产物。

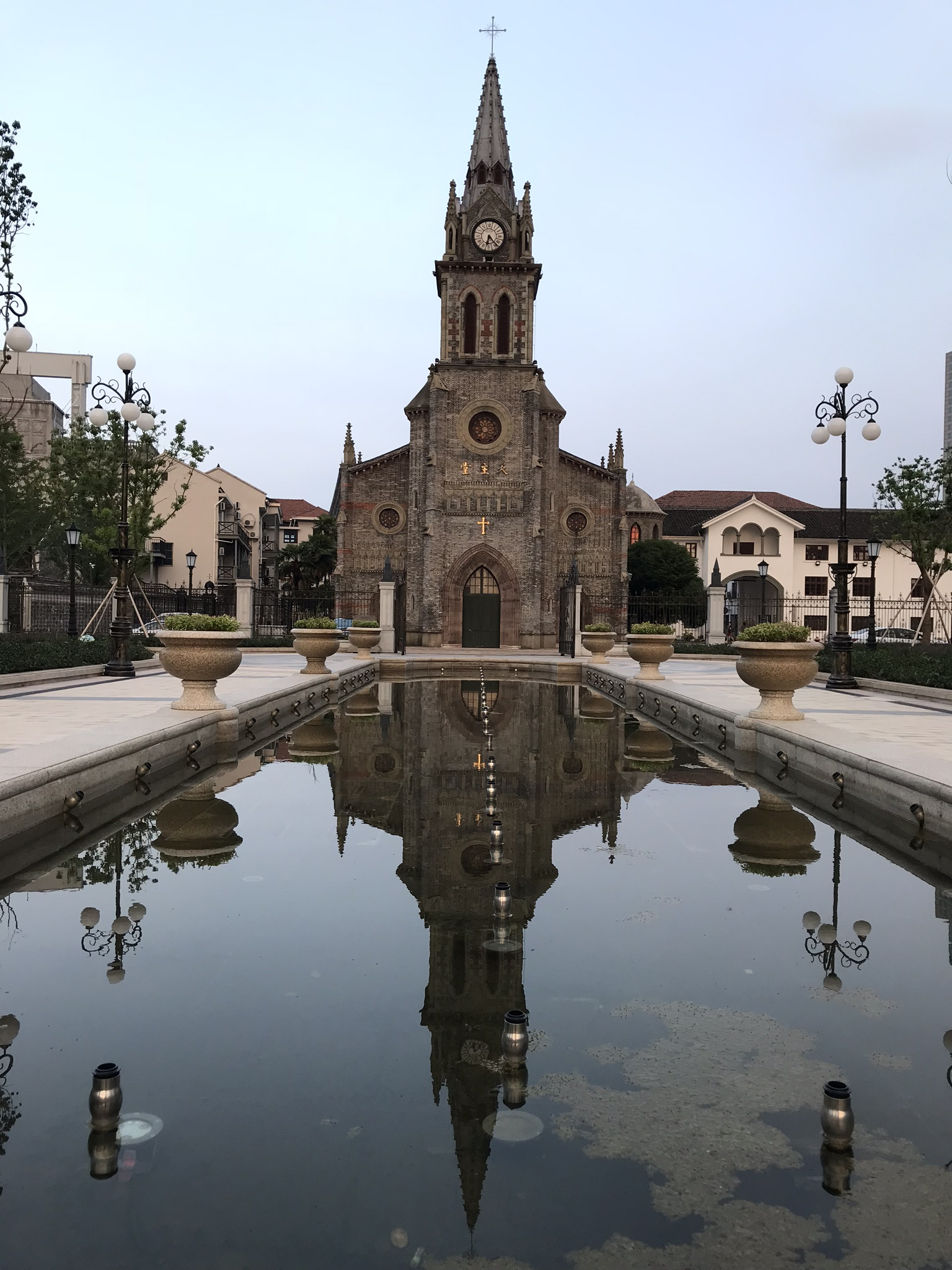
正面（西面）
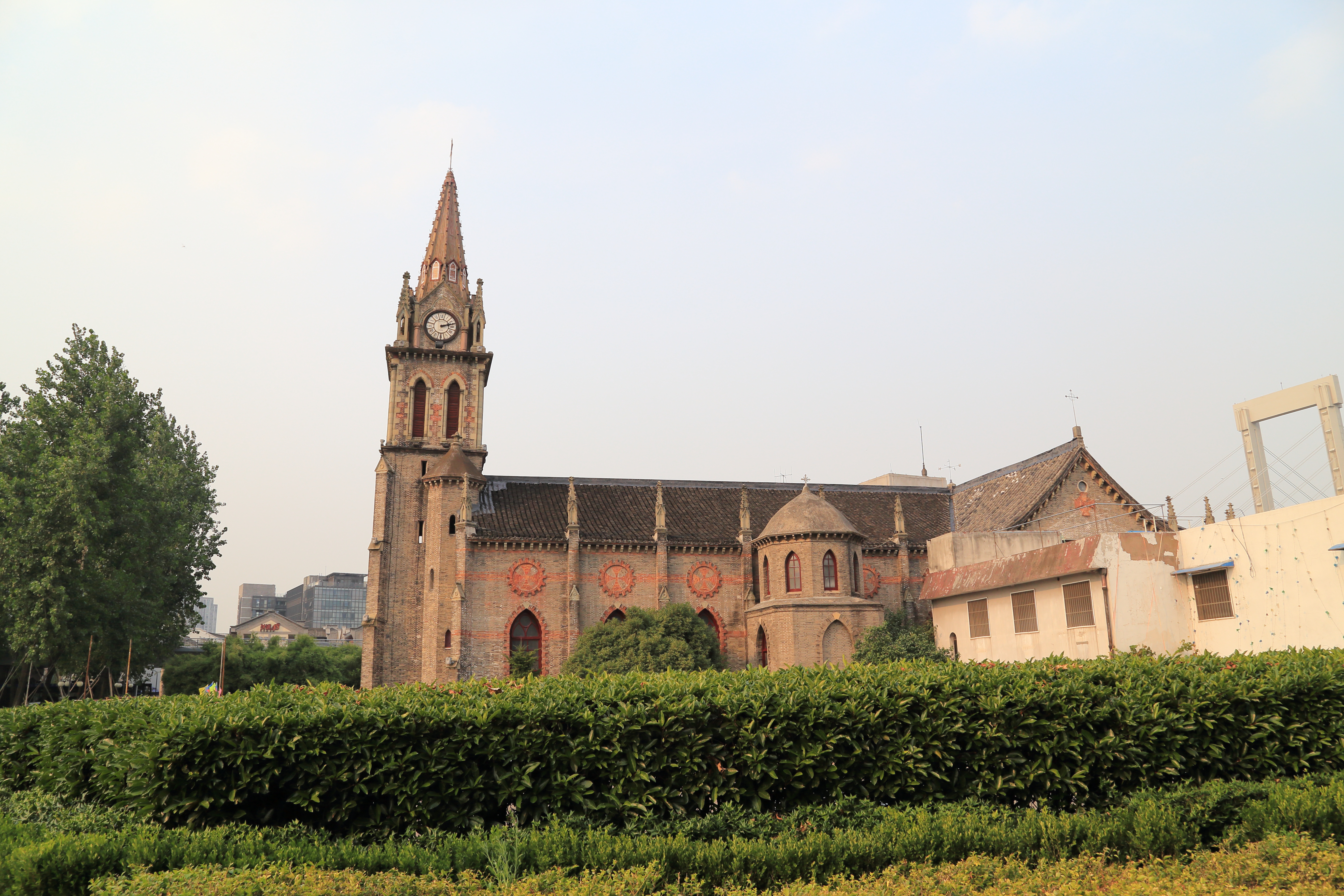
南侧面
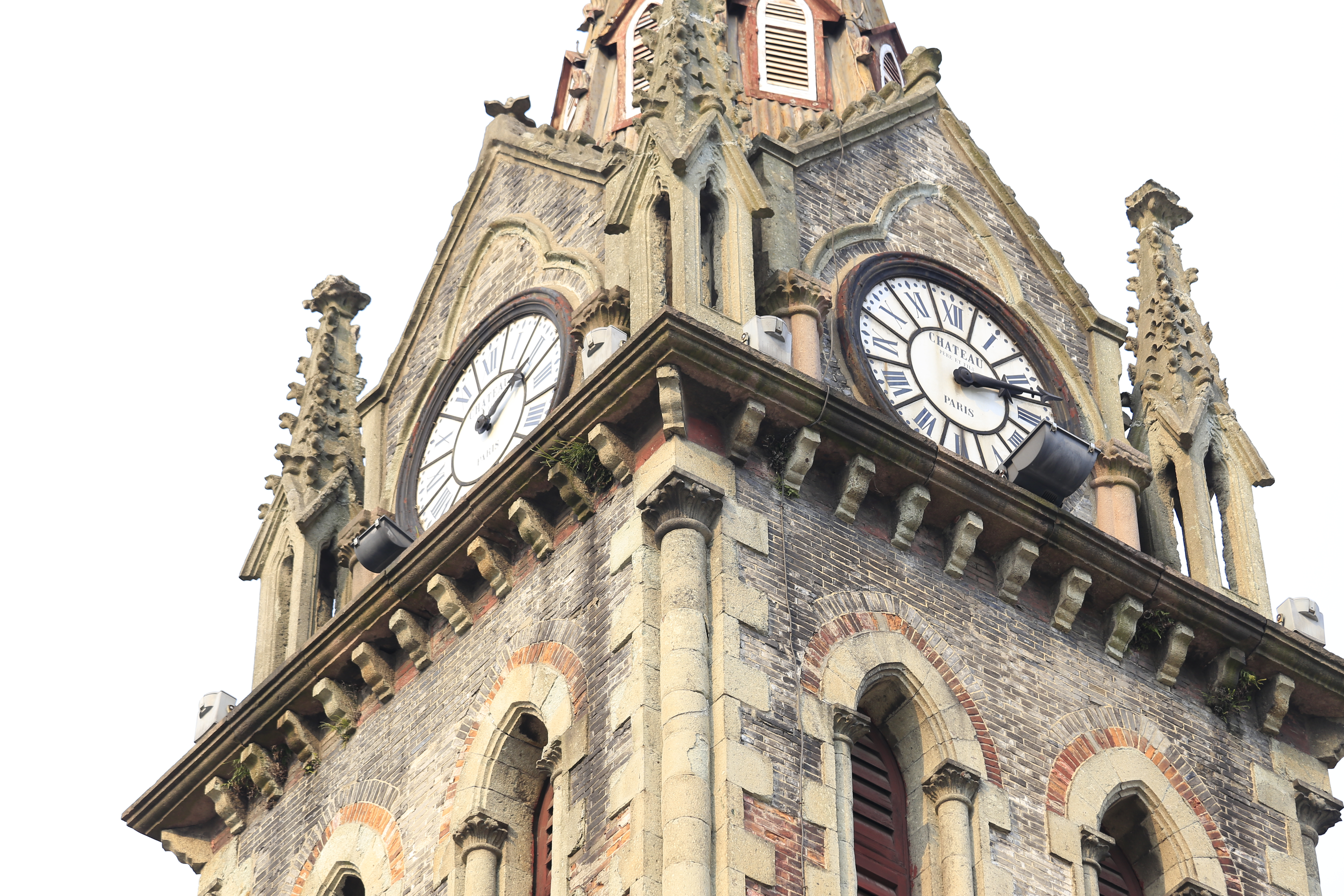
钟塔
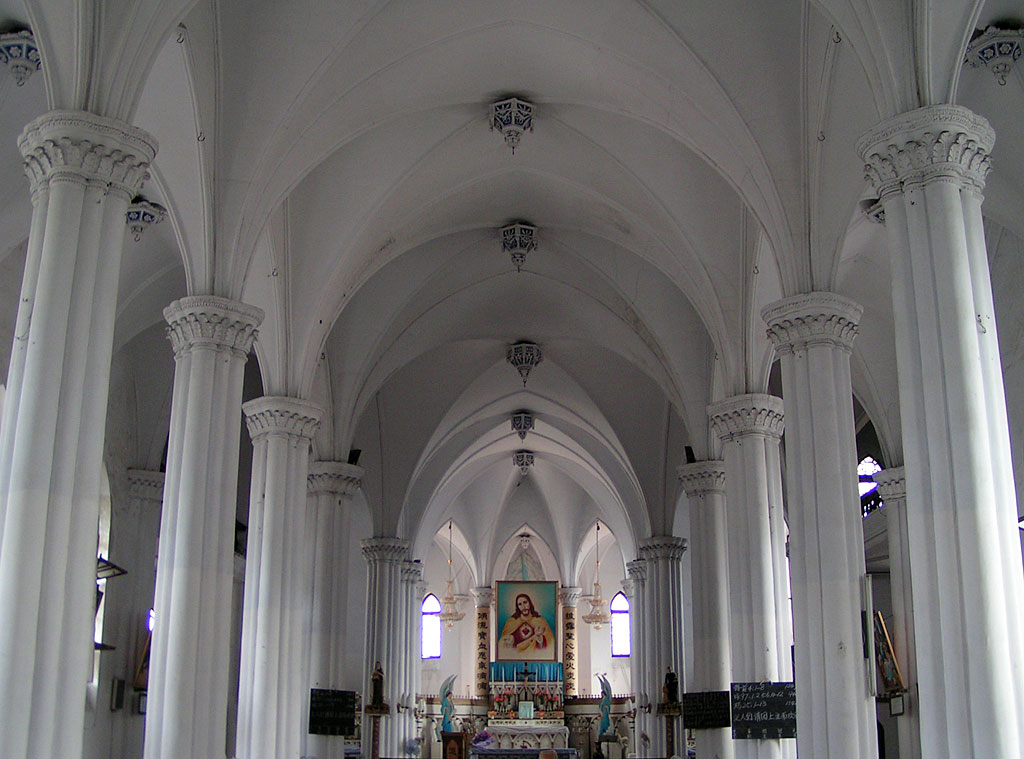
教堂内部
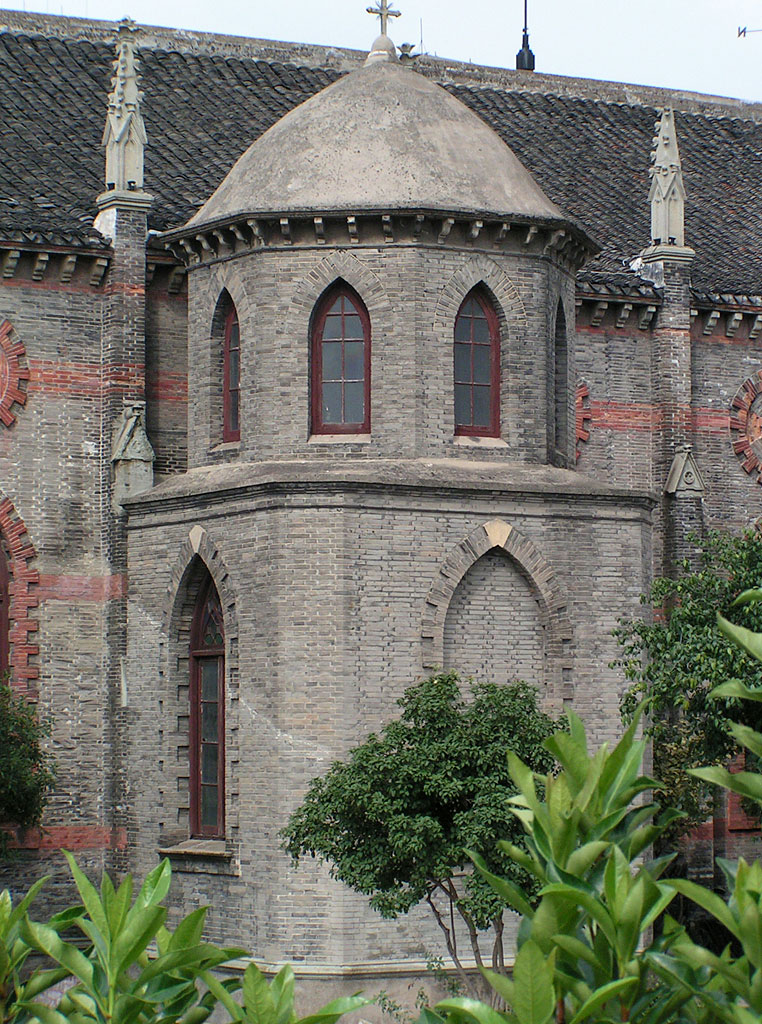
赵保禄墓室

### 建筑装饰
教堂外立面大面积使用青砖，红砖点缀，与浙江地区其他近代建筑相近。门窗多采用尖券，与大小尖顶和其他建筑细节形成向上的动感。教堂正面（西立面）为哥特式教堂典型的“三三式”设计，入口、玫瑰窗和顶部钟塔形成了纵向的划分，而钟塔和两侧大厅构成横向的划分。底层为三扇尖顶券门，象征三位一体的宗教理论。正门采用宁波本地生产的梅园石砌筑，外大内小，剖面为八字形，斜面使用密排线脚，使厚墙中的门洞不再单调。除正门上方设有玫瑰窗外，两扇侧门上方也各设一扇，装饰为卷叶纹，相比西方传统教堂玫瑰窗显得简洁。与哥特式教堂在大厅和圣坛外侧设置飞扶壁的做法不同，江北天主教堂并未设置飞扶壁，而是在扶壁墙上方设置细尖顶，下方使用红砖形成圆窗状。屋檐檐口围绕柱子设置牛腿，下有红砖线条作进一步装饰。

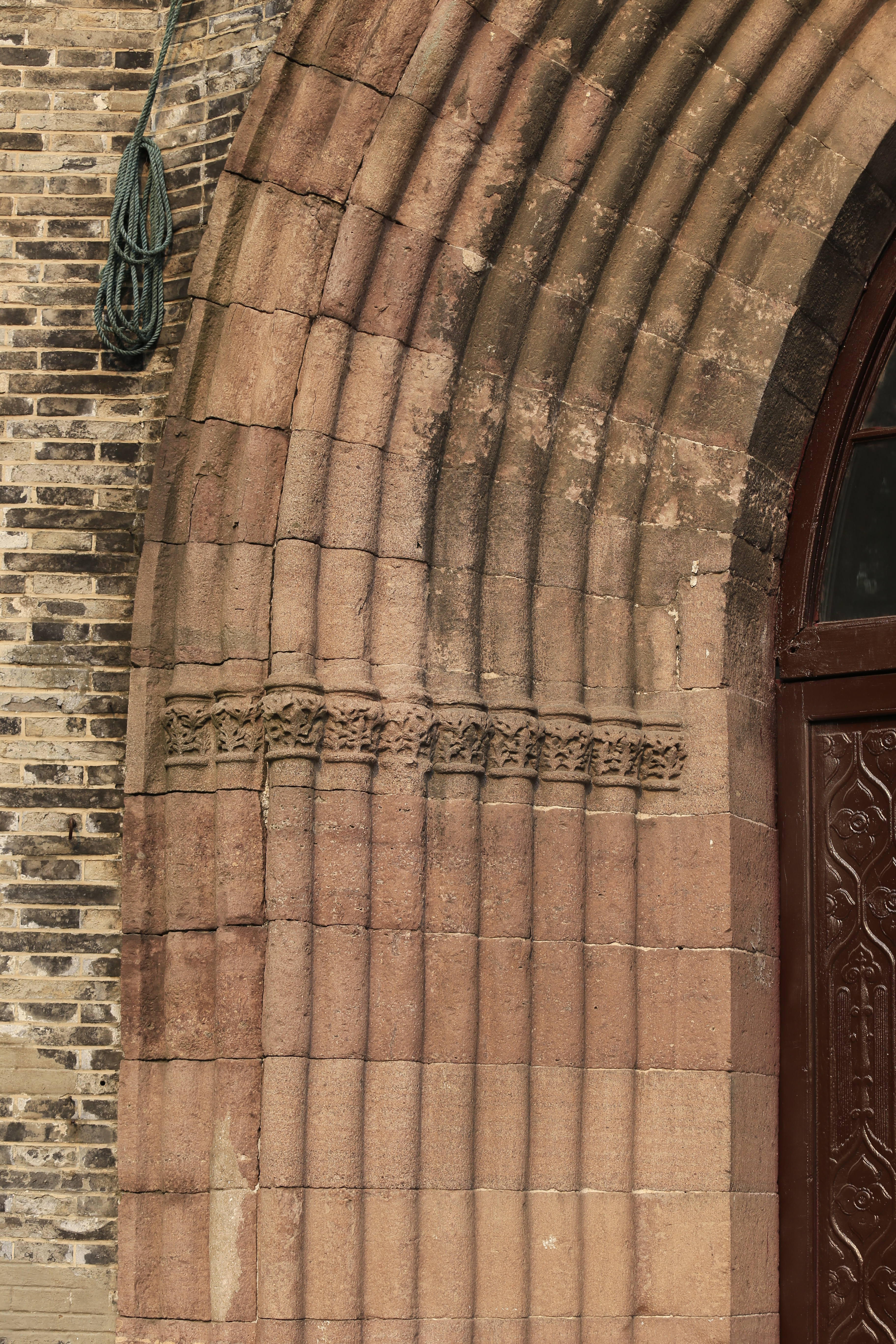
正门装饰
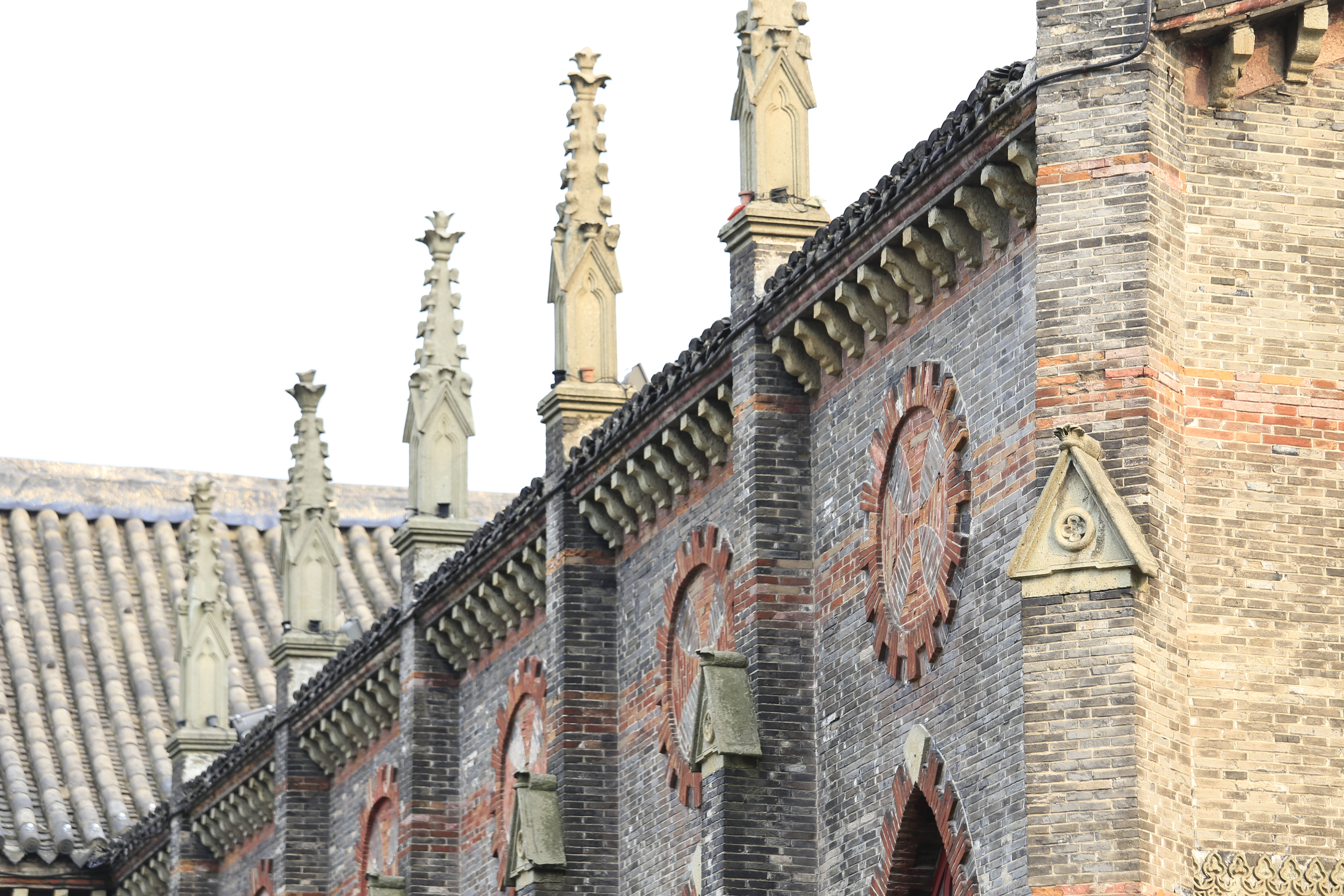
扶壁墙及其上的尖顶
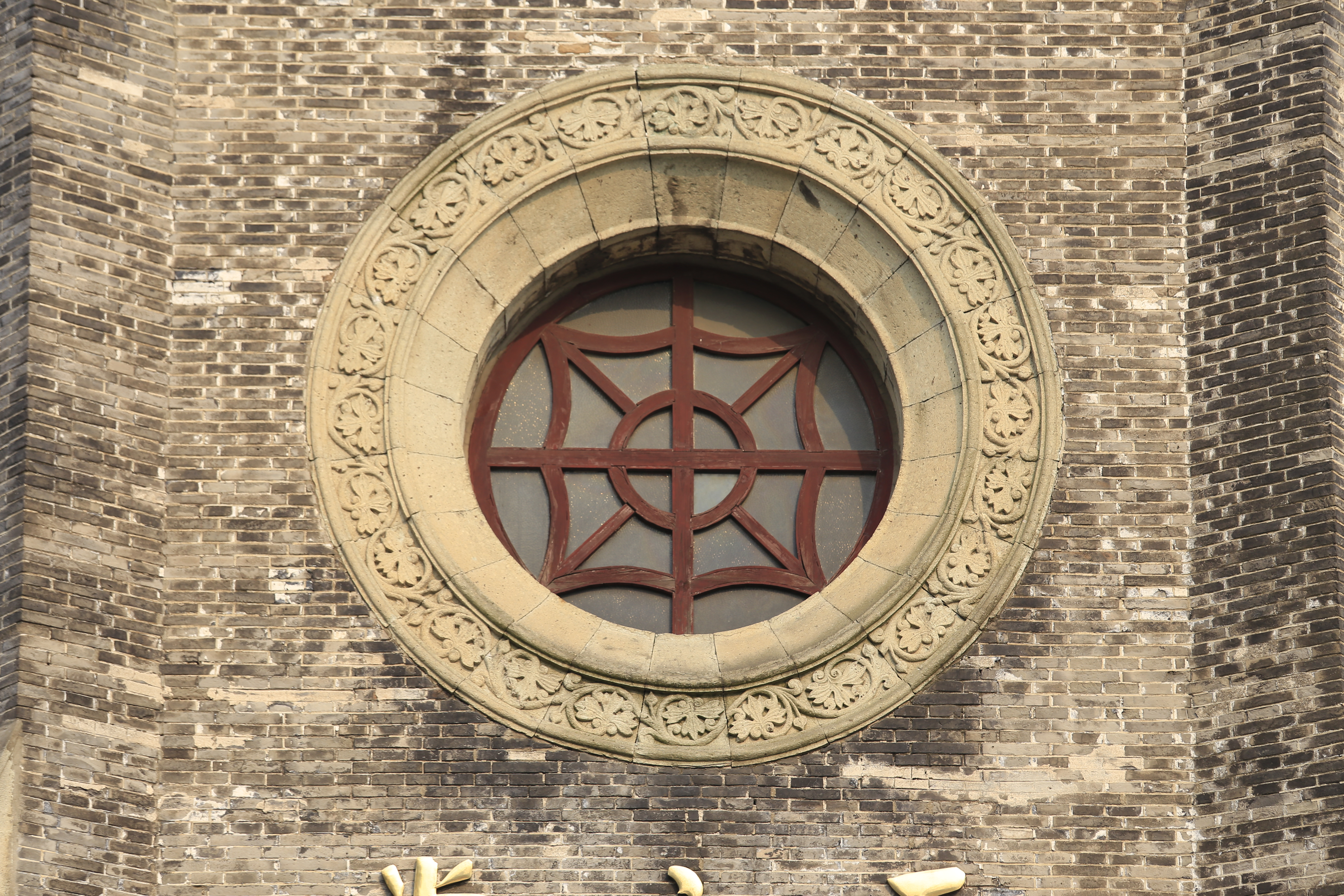
玫瑰窗
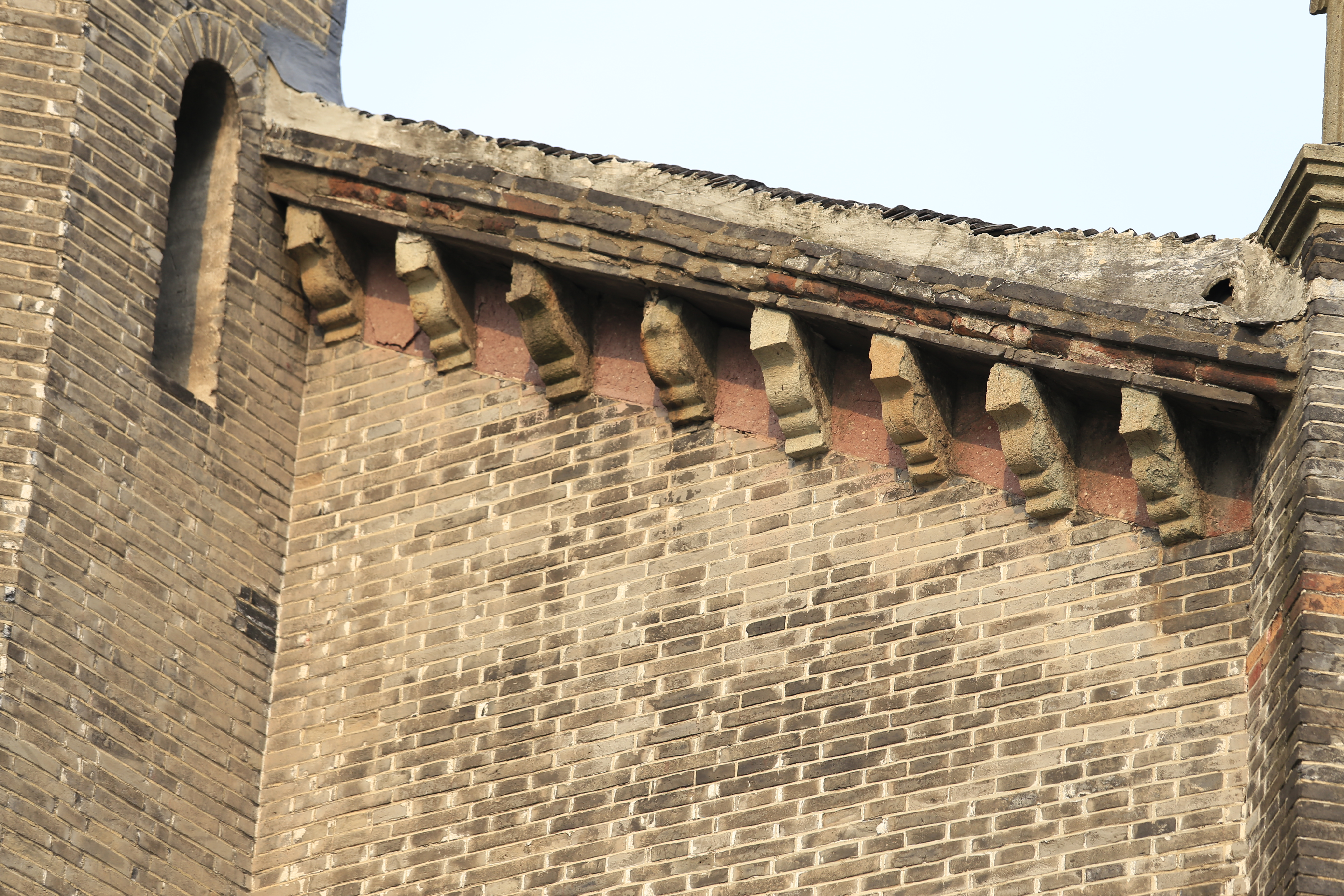
檐口牛腿

## 相关活动
江北堂区辖有江北、慈城、下邵、柴桥、神马、镇海城关、岚山7个堂点，2000年有本堂神父一名，共有教友900人。教堂每周日举行朝夕两次弥撒。除常规的宗教仪式外，江北堂还会举行助老等慈善活动。教堂亦是属于一大批宁波人的集体记忆，也是宁波人拍摄婚纱照的必选地点。2014年教堂发生火灾后，媒体曾以“半个城的人失恋了”为题进行报道。

## 保护和修复
1983年，江北天主教堂被列入江北区文物保护单位，1989年12月被列入浙江省文物保护单位:2456。1999年，宁波市民投票评选江北天主教堂为“宁波市十佳优秀近代建筑”。2005年，浙海关旧址等4座近代建筑并入，“江北岸近代建筑群”整体成为省级文物保护单位。2006年，江北天主教堂被列入第六批全国重点文物保护单位。保护范围西、南为建筑外墙向外5米，东为建筑外墙向外2米，北为中国通商银行宁波分行旧址南墙。建设控制地带为甬江大桥、人民路、甬江北岸合围的区域。
2014年5月，宁波市江北区文保所曾对教堂进行测绘和拍照。2014年7月教堂遭受火灾后，宁波市、江北区政府对教堂进行了紧急加固。2015年1月，国家文物局批复了教堂修复方案，内容包括屋面复原和修理、外立面修缮以及室内和机电设施修缮。修缮时，对之前维修中屋面敷设的小青瓦进行了剔除，改回教堂初建时所用的青筒瓦。同时，对于损毁较严重的塔钟采用最大程度使用原构件的修复方式。2016年7月，教堂完成修复并通过验收。